# Puccinellia wrightii
Puccinellia wrightii är en gräsart som först beskrevs av Frank Lamson Scribner och Elmer Drew Merrill, och fick sitt nu gällande namn av Nikolai Nikolaievich Tzvelev. Puccinellia wrightii ingår i släktet saltgrässläktet, och familjen gräs. Inga underarter finns listade i Catalogue of Life.